# Germania Wolfenbüttel
Germania Wolfenbüttel ist ein Sportverein aus Wolfenbüttel. Die erste Fußball-Mannschaft der Herren spielte ein Jahr in der Gauliga Niedersachsen. Neben Fußball wird im Verein auch Badminton gespielt und Gymnastik betrieben.

## Geschichte
Am 1. Mai 1910 wurde der FC Germania Wolfenbüttel gegründet, der sich am 1. März 1919 in SV Germania umbenannte. Dieser fusionierte am 6. Juli 1923 mit dem Ballspielverein 1912 Wolfenbüttel zum Ballspielverein Germania. Zwischen 1942 und 1944 ging der Verein eine Kriegsspielgemeinschaft mit dem MTV Wolfenbüttel ein. Nach dem Zweiten Weltkrieg wurden alle örtlichen Vereine in dem am 19. Dezember 1945 gegründeten Wolfenbütteler SV zusammengefasst. Am 13. Februar 1948 gründeten ehemalige Mitglieder der Germania den heutigen Verein.
Ab 1923 spielte die Germania in der erstklassigen Südkreisliga und schaffte zwei Jahre später erst nach einer Relegation den Klassenerhalt. Ein Jahr später stieg die Mannschaft nach einer 1:2-Niederlage im Entscheidungsspiel gegen Hildesheim 07 ab. In den folgenden Jahren scheiterte die Germania zwei Mal in der Aufstiegsrunde. 1934 scheiterte die Mannschaft in der Aufstiegsrunde zur Gauliga Niedersachsen an der SpVgg Hannover 97 und Borussia Harburg. Ein Jahr später scheiterte die Germania erneut in der Aufstiegsrunde. Erst im Jahre 1937 gelang die Rückkehr in die Erstklassigkeit. Mit einem Punkt Vorsprung auf den SV Linden 07 schloss der Verein die Aufstiegsrunde ab. In der Gauliga musste die Mannschaft unglücklich sofort wieder absteigen, da der punktgleiche VfB Peine den besseren Torquotienten hatte. Während der Saison musste die Germania bei Eintracht Braunschweig eine 0:10-Niederlage hinnehmen.
Nach dem Zweiten Weltkrieg gelang im Jahre 1953 der Aufstieg in die seinerzeit drittklassige Amateurliga 4, wo man 1957 und 1958 jeweils Vierter wurde. Der Abstieg folgte im Jahre 1959 und nur in der Spielzeit 1962/63 kehrte die Germania in die Amateurliga zurück. In den folgenden Jahren spielte die Mannschaft auf Bezirksebene. Im Jahre 1993 stand die Germania kurz vor einer Fusion mit dem MTV Wolfenbüttel, die jedoch nicht zu Stande kam, weil die Turner den Namen Germania nicht übernehmen wollten. Seit Ende der 2000er Jahre geht es sportlich wieder bergauf. Der Kreismeisterschaft von 2008 folgte 2011 der Aufstieg in die Landesliga Braunschweig, aus der die Germania ein Jahr später wieder abstieg. Im Jahre 2022 stieg die Germania erneut in die Landesliga auf, musste aber direkt wieder absteigen.

## Persönlichkeiten
- Peter Lux, ehemaliger Bundesligaspieler, trainierte 2003 die Germania
- Stefan Schempershauwe, war 2005/06 Fußballschiedsrichter in der 2. Bundesliga